# Sfințișori

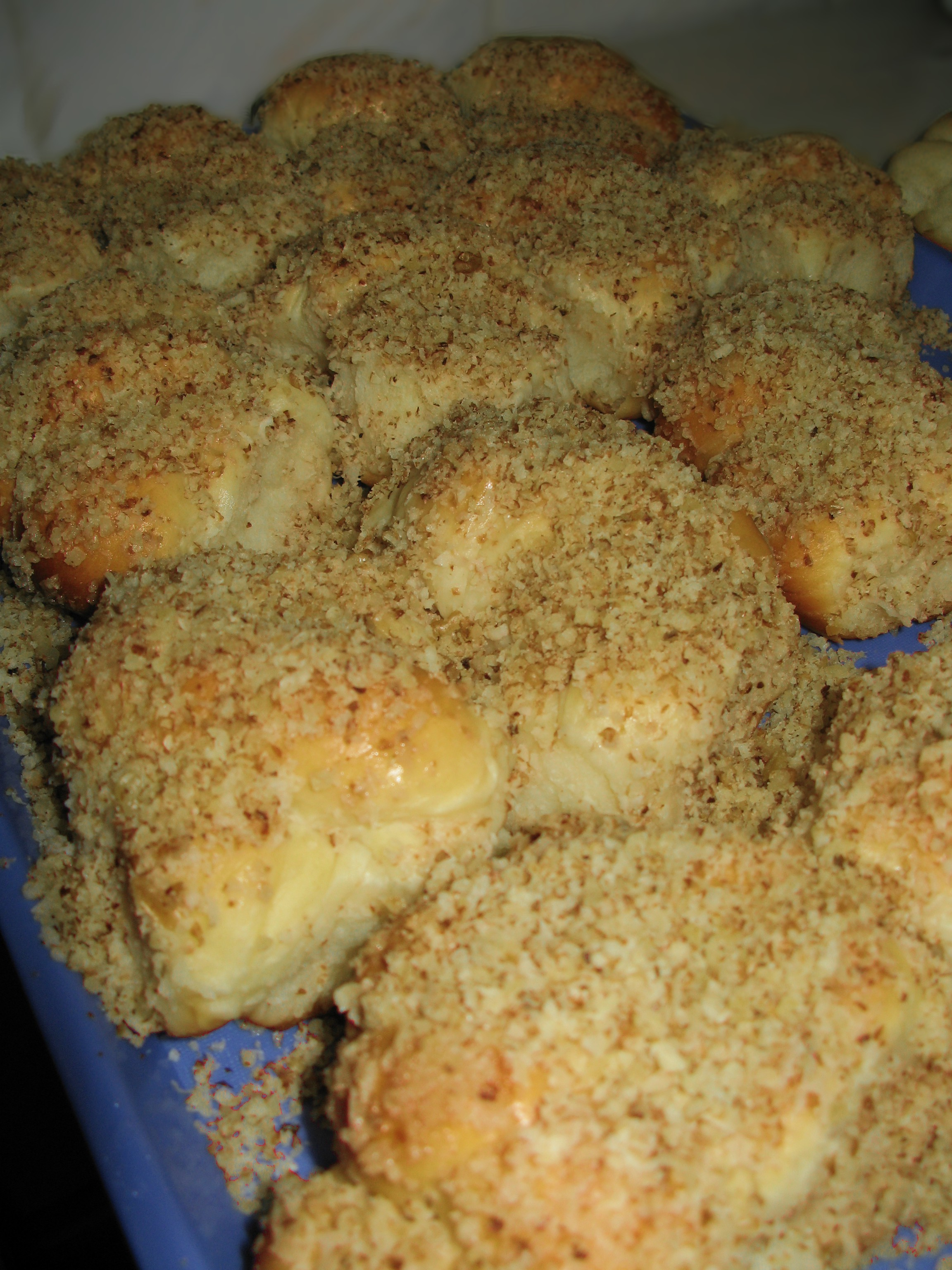
Sfințișori

Sfințișori (petits sants) o mucenici moldovenești (màrtirs moldaus), són pastes tradicionals de Romania i Moldàvia fetes per commemorar el 9 de març (o el 22 de març, segons el calendari julià), la festa cristiana dels quaranta màrtirs de Sebaste, festa tradicional a Romania i Moldàvia.
A la regió històrica de Moldàvia, els Sfințișori eren fets de massa de grans formes, semblant a la figura 8, cuites al forn i després untades amb mel i nous. A les regions de Muntènia i Dobruja de Romania, hi ha una pastisseria tradicional similar que s’anomena mucenici. La massa és més petita i bullida en aigua amb sucre, canyella i fruits secs triturats, simbolitzant el llac on es van tirar els màrtirs.